# 2,2,4,4,6,6,8-Heptaméthylnonane
Le 2,2,4,4,6,6,8-heptaméthylnonane est un alcane supérieur ramifié de formule brute C16H34 qui a pour formule semi-développée (CH3)3C-CH2-C(CH3)2-CH2-C(CH3)2-CH2-CH(CH3)2. Le 2,2,4,4,6,6,8-heptaméthylnonane ne possède pas d'atome de carbone chiral.